# Bordin Phala
Bordin Phala (tiếng Thái: บดินทร์ ผาลา, phát âm [bɔ̄ːdīn pʰǎːlāː]; sinh ngày 20 tháng 12 năm 1994), còn được biết với tên đơn giản Dom (tiếng Thái: โดม, phát âm [dōːm]), là một cầu thủ bóng đá người Thái Lan thi đấu ở vị trí tiền vệ chạy cánh  cho câu lạc bộ Giải Ngoại hạng Thái Lan Port và đội tuyển quốc gia Thái Lan.

## Sự nghiệp quốc tế
Vào tháng 6 năm 2016 Bordin được triệu tập thi đấu Cúp Nhà vua Thái Lan 2016, nhưng không được ra sân.

## Thống kê sự nghiệp

### Bàn thắng quốc tế
Bàn thắng của đội tuyển bóng đá quốc gia Thái Lan được ghi trước.
| #  | Ngày                 | Địa điểm                                           | Đối thủ   | Bàn thắng | Kết quả | Giải đấu         |
| -- | -------------------- | -------------------------------------------------- | --------- | --------- | ------- | ---------------- |
| 1. | 29 tháng 12 năm 2021 | Sân vận động Quốc gia, Kallang, Singapore          | Indonesia | 4–0       | 4–0     | AFF Cup 2020     |
| 2. | 27 tháng 3 năm 2022  | Sân vận động BG, Pathum Thani, Thái Lan            | Suriname  | 1–0       | 1–0     | Giao hữu         |
| 3. | 11 tháng 12 năm 2022 | Sân vận động Thammasat, Pathum Thani, Thái Lan     | Myanmar   | 2–0       | 6–0     | Giao hữu         |
| 4. | 20 tháng 12 năm 2022 | Sân vận động Kuala Lumpur, Kuala Lumpur, Malaysia  | Brunei    | 1–0       | 5–0     | AFF Cup 2022     |
| 5. | 10 tháng 1 năm 2023  | Sân vận động Thammasat, Pathum Thani, Thái Lan     | Malaysia  | 2–0       | 3–0     | AFF Cup 2022     |
| 6. | 10 tháng 9 năm 2023  | Sân vận động kỷ niệm 700 năm, Chiang Mai, Thái Lan | Iraq      | 2–2       | 2–2     | Cúp Nhà vua 2023 |

## Danh hiệu

### Quốc tế
Thái Lan
- Cúp Nhà vua Thái Lan (2): 2016, 2017

### Câu lạc bộ
Buriram United
- Giải bóng đá Ngoại hạng Thái Lan (1): 2017

Bangkok Glass
- Cúp Hiệp hội Bóng đá Thái Lan (1): 2014